# Chapelle Notre-Dame-des-Neiges de Gourdon
La chapelle Notre-Dame-des-Neiges de Gourdon est une chapelle catholique située sur le territoire de la commune de Gourdon, dans le département du Lot, en France. 

## Historique
La chapelle est placée sur une source miraculeuse. Jusqu'au XVIIe siècle, elle était dédiée à Notre-Dame de Leveio ou Leveje, invoquée pour la guérison de la peste. Puis la chapelle a été dédiée à Notre-Dame-des-Neiges
Une première chapelle est mentionnée en 1323, dans un legs fait par Gisbert ou Guibert III de Thémines (vers 1260-1323) pour son entretien. Elle existait déjà depuis longtemps :
– la charte de l'archevêque de Bourges donnant la liste des possessions du prieuré du Vigan en 1143 mentionne l'église Saint-Romain mais ignore la chapelle ;
– dans un acte de 1233, Bertrand Ier de Gourdon reconnaît comme fief appartenant au prieuré du Vigan le « manoir du moulin » dont relève la chapelle ainsi que l'église Saint-Romain.
On peut supposer que la construction de la chapelle remonte à la fin du XIIe siècle.
L’édifice, dépendait du prieuré du Vigan. Il  était placé dans la paroisse de Saint-Romain, proche de la chapelle Notre-Dame-des-Neiges. À la sortie de la guerre de Cent Ans, malgré les déboires, le pèlerinage était resté populaire. Aussi le curé de Saint-Romain a essayé de s'en approprier les revenus contre le prieuré du Vigan. Finalement ce dernier a conservé la chapelle.
Elle est sortie en ruine des guerres de religion. Sous l'épiscopat d'Alain de Solminihac, les chanoines du Vigan l'ont faite reconstruire et agrandir en 1646. Seule l'abside de la chapelle primitive a été conservée. Cette reconstruction a été précédée d'un procès entre le chapitre du Vigan et l'évêque de Cahors. Le chapitre du Vigan considérait qu'il avait seul le droit de nommer le chapelain, sous réserve de l'investiture donnée par l'évêque. Ce dernier contestait ce droit en sa qualité d'abbé de droit du monastère du Vigan.
On trouve la date de 1652 sur le relief placé au-dessus de la porte latérale ouest. 
La chapelle est fermée pendant la Révolution et vidée de son mobilier. Le sanctuaire est rouvert en mars 1806 après une pétition des habitants de Gourdon.
Le sanctuaire a sans doute été rénové au milieu du XIXe siècle quand le pèlerinage est réactivé par l'abbé Destrau, curé de Saint-Romain. Construction de la tribune.
Le portail principal de la chapelle avec ses vantaux est classé au titre des monuments historiques et le reste de la chapelle est inscrit au titre des monuments historiques le 4 octobre 1973.
Plusieurs objets sont référencer dans la base Palissy.

## Mobilier
La chapelle conserve un beau mobilier baroque, en particulier le monumental tabernacle de Jean Tournié daté de 1698, réalisé en accord avec la liturgie de la Contre-Réforme.